# Melino Tafuna
Melino Tafuna (* 11. Januar 2006) ist ein tongaischer Leichtathlet, der sich auf den Sprint spezialisiert hat.

## Sportliche Laufbahn
Erste Erfahrungen bei internationalen Meisterschaften sammelte Melino Tafuna im Jahr 2023, als er dank einer Wildcard im 100-Meter-Lauf bei den Weltmeisterschaften in Budapest startete und dort mit 11,14 s in der Vorausscheidungsrunde ausschied.

## Persönliche Bestleistungen
- 100 Meter: 11,14 s (−0,8 m/s), 19. August 2023 in Budapest